# Vicente Lillo Cánovas
Vicente Lillo Cánovas (San Vicente del Raspeig, provincia de Alicante, 2 de septiembre de 1915-18 de enero de 1985) fue un músico español.

## Biografía
Vicente Lillo empezó su carrera musical a los 9 años de edad en la Banda de Música de su pueblo natal. En 1933, terminó los estudios de Magisterio y a los 17 años ya tenía el título de Maestro de 1ª Enseñanza. A principios del año 1935, por requerimiento de Luis Torregrosa y después de realizar las pruebas oportunas, ingresó interinamente en la Banda Municipal de Alicante como Fiscorno Solista y, después de aprobar las oposiciones libres convocadas al efecto, tomó posesión de la plaza en propiedad el 1 de octubre de 1935. En 1936, también consiguió por oposición una plaza en los Cursillos del Magisterio Español. 
En el año 1940, José María Martín Domingo, director de la Banda Municipal de Madrid, le ofreció una interinidad en la referida agrupación. Esta interinidad sólo la ocupó durante 3 meses, ya que ingresó por oposición, con el número 1, como Brigada Músico de 1ª. (Fiscorno) en las Bandas de Aviación creada el 10 de junio de 1940. Aquellos años, estaba destinado en Madrid porque había sido reclutado por el ejército español, dentro del llamamiento a filas de los reemplazos de 1936 al 1939. 
Durante el año académico 1940-1941, cursó oficialmente los estudios de Solfeo, Estética, Historia de la Música, Armonía, Música de Cámara (Salón) y Trompeta-Fiscorno en el Real Conservatorio de Madrid, en los que obtuvo una calificación de sobresaliente y consiguió, por unanimidad, los Diplomas de 1ª clase (Primeros Premios) de Música de Cámara y Trompeta-Fiscorno. Fue el único caso, hasta la fecha, que realizó los ejercicios con ambos instrumentos en el mismo concurso. 
En 1941, la Orquesta Filarmónica de Madrid, dirigida por Bartolomé Pérez Casas, le nombró por aclamación trompeta de la misma y en 1942 pasó a solista. En 1944, la Orquesta Nacional (Ministerio de Educación) solicitó sus servicios como trompeta solista en calidad de contratado, por no existir vacante. 
El 1 de marzo de 1945 se licenció voluntariamente del servicio en Aviación y opositó a la Banda Municipal de Madrid, donde ingresó como Fiscorno el 5 de julio de 1945 y ocupó la plaza de Solista hasta que, en 1967, solicitó la excedencia voluntaria. En 1945, también se organizó la Orquesta de Cámara de Madrid, dirigida por el Maestro Ataúlfo Argenta, y Vicente Lillo fue nombrado por aclamación miembro de la misma y actuó como primer trompeta. 
En 1947 opositó a la Orquesta Nacional de España y el 10 de septiembre de 1947 fue ratificado su nombramiento como Profesor Titular de la misma, lo cual no le impidió continuar en el puesto de Solista sin interrupción, desde 1944. También, a partir de 1968, fue profesor de Música de la especialidad de Trompeta e Instrumentos de Viento (por oposición) de la ONCE (Organización Nacional de Ciegos de España) en Madrid. 
Como solista de trompeta de la Orquesta Nacional de España, actuó en muchas ocasiones por toda España y en el extranjero, en países como Francia, Alemania, Suiza, Inglaterra, Italia, Bélgica, Portugal, Polonia, Grecia, etc. Igualmente, como Solista de Fiscorno, realizó los discos de la Banda Municipal de Madrid, bajo la dirección del Maestro Jesús Arambarri; como Trompeta Solista, los de la Orquesta de Cámara de Madrid, con el Maestro Ataúlfo Argenta, y, también, los de la Orquesta Nacional, con Argenta, Pérez Casas y Rafael Frühbeck de Burgos. 
También grabó discos para distintas casas (Columbia, Hispa-Vox, Kirios, Radio Nacional, T.V., etc.) con diversos nombres sinfónicos de tipo particular, tanto españolas como extranjeras. Con la Casa Montilla (Americana), y a través de Zafiro, consiguió dos premios nacionales con las grabaciones «Jota de España» y «Pasodobles Españoles», que iban a su nombre. También realizó numerosas grabaciones para la música de temas cinematográficos. 
Durante su dilatada e importante actividad artística, también participó en numerosas temporadas de Zarzuela, Ópera y Ballet y en la Corbata de Alfonso X el Sabio por su colaboración con la Orquesta Nacional. 
Sus alumnos ocupan actualmente los primeros puestos de nuestras primeras Orquestas Sinfónicas, Bandas Municipales y Bandas Militares.

## Honores
El 25 de noviembre de 1978 fue nombrado «San Vicentero Ilustre» por la Corporación Municipal del Ayuntamiento de San Vicente del Raspeig y, entre sus premios y reconocimientos, destaca la Medalla de Oro al Mérito en las Bellas Artes y el nombramiento de Caballero de la Orden del Mérito Civil por su Majestad el Rey Don Juan Carlos I.
En la actualidad se celebra todos los años la Semana Musical "Vicente Lillo Cánovas" de Sant Vicent del Raspeig, se trata de un ciclo internacional que cuenta con la participación de grandes agrupaciones de la Comunidad Valenciana y otras zonas de España. En el año 2007 se ha celebrado su XX edición con un presupuesto de 120.000€.
Su sobrino, el Maestro Manuel Lillo Torregrosa compuso la obra 'Lillo Cánovas' dedicada a este gran intérprete.